# 藤井貴博
藤井 貴博（ふじい たかひろ、1989年5月14日 - ）は、日本のプロボクサー。東京都出身。金子ボクシングジム所属。現日本スーパーフライ級12位。

## 人物
祖母が人間国宝、九州系地歌総曲を演奏する銀明会という会の創設者が曽祖母の阿部桂子であり、二代目が人間国宝で祖母の藤井久仁江、三代目が父の藤井泰和。

## 来歴
2019年7月9日に後楽園ホールで日本Sフライ級9位仁平 宗忍（ワタナベ）と52.5kg契約8回戦を戦い、判定2-1（77-75|77-76|75-77）を収めて日本ランキング入り。
2020年10月9日に後楽園ホールで、負ければ引退の36歳小久保聡（三迫）とSフライ級8回戦を戦い、判定2-1（77-75,74-78,77-75 ）を収めた。
2020年10月30日、日本Sフライ級7位にランクアップ。
2021年3月16日、プロボクシングイベント【DANGAN】公式アカウントSNSより、5月22日(土)墨田区総合体育館で、WBO-AP＆日本Sフライ級王者の福永亮次(角海老宝石)と対戦することが正式に発表された。

## 獲得タイトル
2012年東日本新人王Lフライ級準優勝

## 戦績
- プロボクシング - 19戦12勝 (3KO) 6敗 (1KO) 1分